# Jim Rogers
James Beeland Rogers, Jr., född 19 oktober 1942, är en amerikansk ekonom, finansman och författare som är bosatt i Singapore. 
Han är ordförande för Rogers Holdings and Beeland Interests, Inc. Han är också medgrundare till Quantum Fund tillsammans med George Soros och har även grundat Rogers International Commodities Index (RICI). Han är en uttalad förespråkare för marknadsekonomi och frihandel, och har sagt att hans åsikter i stort sett överensstämmer med den österrikiska ekonomiska skolan.

## Böcker av och om Jim Rogers
- 1995: Investment Biker: Around the World with Jim Rogers. - ISBN 1-55850-529-6
- 2003: Adventure Capitalist: The Ultimate Road Trip. -  ISBN 0375509127
- 2004: Hot Commodities: How Anyone Can Invest Profitably in the World's Best Market. - ISBN 140006337X
- 2007: A Bull in China: Investing Profitably in the World's Greatest Market. - ISBN 1400066166
- 2009: A Gift to My Children: A Father's Lessons For Life And Investing. - ISBN 1400067545